# Хроники хищных городов
«Хро́ники хи́щных городо́в» (англ. Mortal Engines, с англ. — «Смертные механизмы (машины)») — новозеландско-американский научно-фантастический приключенческий фильм режиссёра Кристиана Риверса, снятый по мотивам одноимённого романа Филипа Рива. Главные роли исполнили Роберт Шиэн и Гера Хилмарсдоттир. Премьера фильма в кинотеатрах США состоялась 14 декабря 2018 года, а России 6 декабря.

## Сюжет
После глобального военного конфликта, известного как Шестидесятиминутная война, остатки человечества укрываются в Движущихся городах, которые перемещаются на гигантских колесах или «гусеницах». В соответствии с философией, известной как «Муниципальный дарвинизм», крупные города-хищники охотятся и поглощают небольшие поселения в Великих охотничьих угодьях, включающих в себя Великобританию и континентальную Европу. В противовес «Муниципальному дарвинизму» Лига противников движения во главе с Шань Го (бывший Китай) развивает в Азии альтернативную цивилизацию, состоящую из традиционных, стационарных городов, которые защищает Щит-Стена. Предметы технологий XX и XXI века, такие как тостеры, компьютеры и смартфоны, историки высоко ценят и называют артефактами.
По приказу лорда-мэра Лондона Магнуса Крома Лондон захватывает небольшой баварский шахтёрский городок Зальзакен, поглощая его население и ресурсы. Юноша-историк Том Нэтсуорти спускается в лондонское «Брюхо», чтобы раздобыть образцы старых технологий Зальзакена для Британского музея. Эстер Шоу, девушка в маске, пытается убить главу Гильдии историков Таддеуса Валентайна, но ей мешает Том, который преследует Эстер. Перед тем, как спрыгнуть вниз, в жёлоб для отходов, Эстер сообщает Тому, что Валентайн убил её мать, а ей самой изуродовал лицо. Когда Том сообщает Валентайну о том, что сказала Эстер, тот сталкивает Тома в жёлоб.
Том и Эстер вместе пересекают Великие охотничьи угодья и попадаются на глаза южанам — скавам, которые вышли на ночную охоту. Они находят укрытие в городке под названием Скаттлбаг, но хозяева запирают их в камере, намереваясь продать Тома и Эстер в рабство. Эстер признается, что Валентайн убил её мать, археолога Пандору Шоу, после того, как украл у неё чемоданчик, который она нашла во время раскопок на мёртвом континенте — бывшей территории Америки. Юной Эстер, которой мать перед самой смертью подарила кулон, удалось сбежать, но Валентайн ударил её ножом по лицу, оставив глубокие шрамы. Тем временем Валентайн освобождает из тюрьмы Шаркмур киборга Шрайка, воскрешённого из мёртвых в качестве «Сталкера», который охотился на Эстер. На невольничьем рынке в Ржавых Болотах Тома и Эстер спасает агент Лиги противников движения Анна Фанг, которая убивает их похитителей. Тома и Эстер преследует Шрайк. Последний, как оказалось, вырастил Эстер после смерти её матери, поэтому Эстер пообещала ему позволить превратить её в киборга, но она ушла, когда обнаружила, что Лондон вторгся в Великие охотничьи угодья и тем самым у неё появился шанс убить Валентайна. В Лондоне дочь Валентайна Кэтрин всё больше отдаляется от отца, особенно после того, как инженер-стажёр Бевис Под сообщает ей, что Валентайн столкнул Тома в жёлоб для отходов. Бевис рассказывает Кэтрин, что энергетический проект Валентайна, который реализуется под усиленной охраной в соборе Святого Павла, — нечто большее, чем представляется на первый взгляд, и Валентайн скрывает правду ото всех.
Эстер и Том летят на дирижабле Анны «Дженни Ганивер» в летающий город Воздушная Гавань, где знакомятся с другими членами Лиги противников движения. Том догадывается, что Пандора обнаружила компьютерную систему доступа к энергетическому квантовому супер-оружию «Медуза», использованному воюющими сторонами во время Шестидесятиминутной войны для мгновенного уничтожения целых городов.
Тем временем Гильдия инженеров похищает оставшиеся компоненты из мастерской музея Тома и достраивает «Медузу». Шрайк догоняет Тома и Эстер; в результате ожесточенной перестрелки киборг получает тяжелые ранения, а Воздушная Гавань сгорает. Понимая, что Эстер влюблена в Тома, Шрайк перед своей смертью освобождает её от данного обещания. Пока Эстер, Том и Анна отправляются к Щит-Стене вместе с выжившими антитракционистами, Валентайн устраивает переворот, убивает Крома и заручается поддержкой лондонцев, поклявшись уничтожить Щит-Стену с помощью «Медузы» и привести их к новым охотничьим угодьям в Азии. Анна убеждает губернатора Шань Го Квана выпустить против Лондона флот дирижаблей, но «Медуза» уничтожает флот и пробивает дыру в Щит-Стене. Тем временем Эстер обнаруживает, что кулон её матери содержит флешку с аварийным выключателем, запускающий механизм отключения «Медузы». Эстер, Том, Анна и их соратники летят в Лондон, где вступают в бой с городскими зенитными орудиями.
Эстер и Анна проникают в собор Святого Павла. Валентайн смертельно ранит Анну во время дуэли на мечах, Эстер останавливает «Медузу» с помощью аварийного выключателя. В последней попытке разрушить Щит-Стену Валентайн заставляет своих приспешников уничтожить сотрудников рулевой рубки Лондона и решает протаранить городом Стену. С помощью Кэтрин Тому на «Дженни Ганивер» удаётся взорвать двигатель Лондона, чтобы замедлить ход движения города. Валентайн пытается убежать, но Эстер преследует и сражается с ним на борту его дирижабля. Валентайн сообщает Эстер, что является её отцом. Том спасает Эстер и сбивает корабль Валентайна. Валентайн выживает при крушении, но погибает, когда его переезжают «гусеницы» Лондона. Выжившие лондонцы во главе с Кэтрин заключают мир с Лигой противников движения, а Том с Эстер отправляются в путешествие на «Дженни Ганивер», чтобы посмотреть мир.

## В ролях
| Актёр              | Роль                                                              |
| ------------------ | ----------------------------------------------------------------- |
| Гера Хилмарсдоттир | Эстер Шоу                                                         |
| Роберт Шиэн        | Том Нэтсоурти подмастерье в музее                                 |
| Хьюго Уивинг       | Таддеус Валентайн глава Гильдии историков                         |
| Лейла Джордж       | Кэтрин Валентайн дочь Таддеуса и представитель элиты Лондона      |
| Ронан Рафтери      | Бивис Под механик-подмастерье                                     |
| Чжихэ              | Анна Фанг «Фенг Хуа» пилот и лидер сопротивления                  |
| Стивен Лэнг        | Шрайк Сталкер, оставшийся в живых после шестидесятиминутной войны |
| Патрик Малахайд    | Магнус Кроум мэр Лондона                                          |
| Колин Сэлмон       | Чадли Помрой историк из Лондона                                   |
| Реге-Жан Пейдж     | капитан Кхора пилот Лиги противников движения                     |
| Марк Хэдлоу        | Стигвуд аукционист в Ржавой Воде                                  |
| Ки Чан             | губернатор Хан                                                    |
| Фрэнки Адамс       | Ясмина Рашид пилот Лиги противников движения                      |
| Эндрю Лис          | Герберт Меллифант ученик-историк, соперник Тома                   |
| Карен Писториус    | Пандора Шоу археолог и мать Эстер                                 |

## Производство
В январе 2010 года стало известно, что новозеландский режиссёр Питер Джексон начал разработку фильма, основанного на романе Филипа Рива «Mortal Engines». 24 октября 2016 года началось производство фильма, режиссёром которого выступит Кристиан Риверс. Сценаристами выступили Питер Джексон, Фрэн Уолш и Филиппа Бойенс, в то время как компании Media Rights Capital и Universal Pictures будут финансировать фильм.
В феврале 2017 года Роберт Шиэн был выбран на ведущую роль, Ронан Рафтери на второстепенную, а Хьюго Уивинг на роль лидера. В марте к актёрскому составу присоединились Стивен Лэнг, Чихэ, Лейла Джордж. В апреле к фильму присоединились Хьюго Уивинг, Патрик Малахайд, Колин Сэлмон и Реге Пейдж.
Основные съёмки начались в июне 2017 года на студии Stone Street в Веллингтоне, Новая Зеландия, и были завершены в июле того же года.

## Критика
Критики отмечают, что фильм очень хорош с визуальной стороны, но сюжет и персонажи непримечательны. На сайте Rotten Tomatoes у картины 27 % положительных рецензий на основе 177 отзывов со средней оценкой 4,9 из 10. На сайте Metacritic — 44 балла из 100 на основе 33 рецензий.

## Отмененные продолжения
Поскольку первоисточник представляет собой серию книг Universal Pictures планировала запустить в производство целую франшизу, но фильм с треском провалился в прокате став одним из самых убыточных премьер 2018 года. При примерном бюджете в 110 млн. долларов и затратами на маркетинг сборы картины составили 83 млн., а чистый убыток студии - 150 млн. долларов. После таких неутешительных результатов планы на продолжение моментально были свернуты.